# Anton Lerchinger
Anton Josip (Jožef ) Lerchinger (* Rogatec, oko 1720. - † nakon 1787. ), je 
slovenski barokni fresko slikar, koji je oslikao puno sakralnih objekata po Sloveniji i Hrvatskom zagorju.

## Životopis
Njegov umjetnički rad je započeo kad je prvi put spomenut kao pomoćnik 
ptujskoga slikara Franza Antona Pachmayera (1741.). Na njegovo slikarstvo su utjecali štajerski barokni slikari, njegov doprinos bio je veći rokoko senzibilitet koji je pokazao u svojim freskama. 
U Štajerskoj je radio u Olimju, kapelu sv. Franje Ksaverskoga (1772.) i ljekarnu. Oslikao je crkvu sv. Roka u mjestu Šmarje pri Jelšah.
U Hrvatskoj je oslikao kapelu sv. Franje Ksaverskoga (oko 1763.), kapelu dvorca obitelji Oršić u Gornjoj Stubici, salone dvorca Miljana, crkvu sv. Marije u Taborskom (freske u svetištu), i hodočasničku crkvu sv. Marije Jeruzalemske na Trškom vrhu u Krapini (1772.), te zajedno s Antonom Archerom Župu sv. Ivana u Novoj Vesi.